# Palazzo Vescovile (Brugnato)
Il palazzo Vescovile è un edificio religioso sito nel centro storico di Brugnato, nella media e bassa val di Vara in provincia della Spezia. Sede del museo diocesano locale, il complesso è attiguo alla concattedrale dei Santi Pietro, Lorenzo e Colombano.

## Storia e descrizione

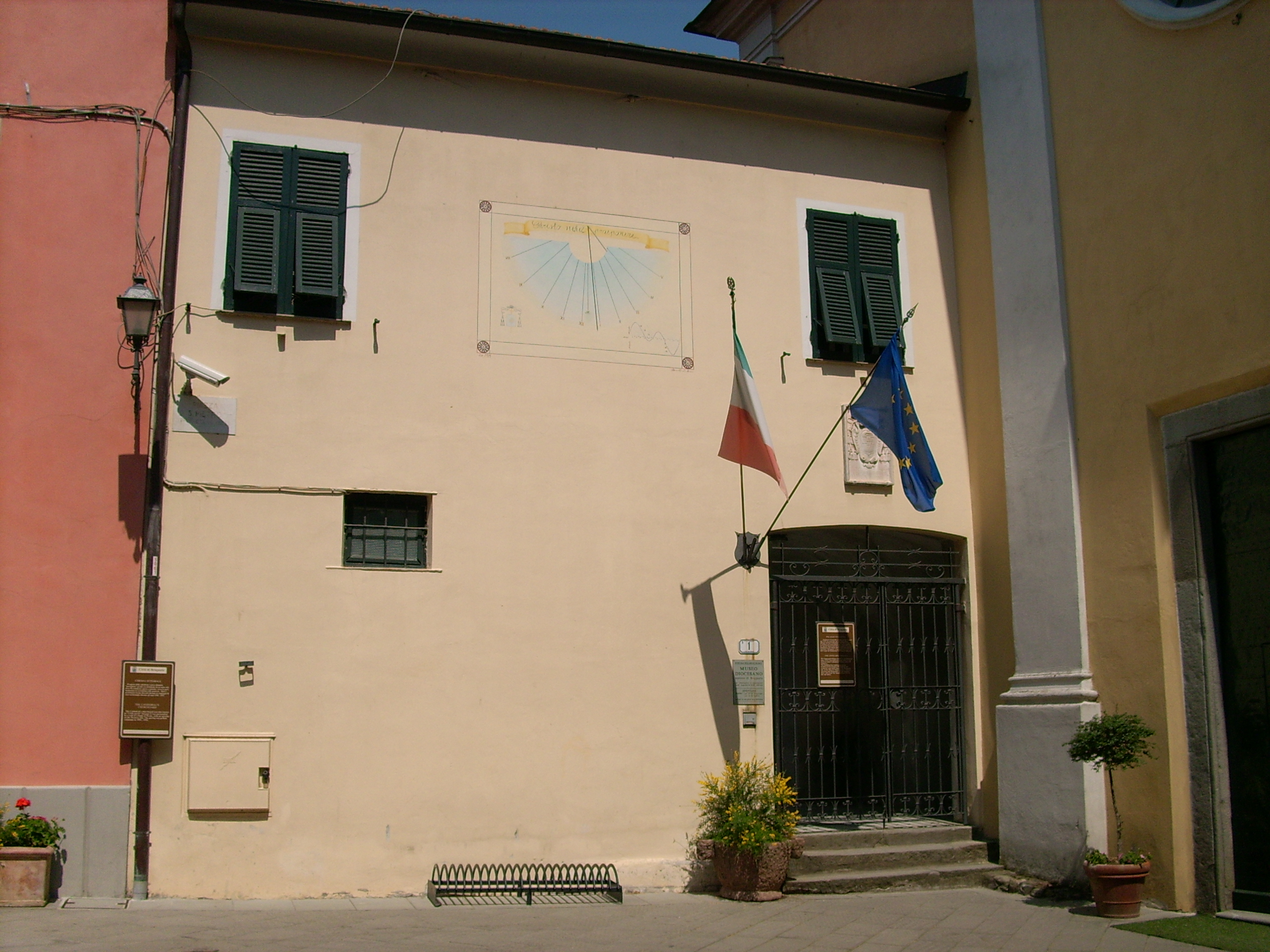
Entrata del palazzo e del museo diocesano

Il palazzo fu l'antica dimora del vescovo della diocesi di Brugnato già dal 1133; la presenza dell'edificio, eretto sulle fondazioni della più antica abbazia di San Colombano, è testimoniata in documenti e registri vescovili databili tra il 1277 e il 1321.
Nella sua storia la struttura fu più volte rimaneggiata da restauri e ampliamenti, il più cospicuo dei quali si svolse durante il vescovato di Giovanni Battista Paggi tra il 1655 e il 1663.
Successive riparazioni, con l'innalzamento del soffitto ed il rifacimento completo delle coperture, furono eseguite nel XVIII secolo dal vescovo cardinal Benedetto Lomellini; le decorazioni interne del soffitto furono realizzate durante la reggenza di monsignor Francesco Maria Gentile.
Dal 1820, anno in cui la diocesi brugnatese viene unita alla diocesi di Luni-Sarzana, l'antico palazzo vescovile, proprio in quell'anno restaurato dal cardinale Giuseppe Maria Spina, diventa dimora per breve visite e quindi abitato saltuariamente. 
Il palazzo ospita oggi il museo diocesano di Brugnato nelle sue due sezioni, la diocesana e l'archeologica.